# Eleições municipais no Brasil em 2024
As eleições municipais no Brasil em 2024 ocorreram em 6 de outubro, com o segundo turno em 27 de outubro, em 51 municípios. Os eleitores escolheram os prefeitos, vice-prefeitos e vereadores dos 5.569 municípios do país. As convenções partidárias para a escolha dos candidatos ocorreram entre 20 de julho e 5 de agosto. Após 16 de agosto, iniciou-se a propaganda eleitoral, inclusive na internet. A propaganda gratuita em rádio e televisão iniciou em 30 de agosto. Segundo a lei eleitoral em vigor, o sistema de dois turnos - caso o candidato mais votado recebesse menos de 50% +1 dos votos - está disponível apenas em cidades com mais de 200 mil eleitores.

## Calendário eleitoral
| Início        | Fim           | Atividades | Status    |
| ------------- | ------------- | --- | --------- |
| 7 de março    | 5 de abril    | Janela partidária para vereadores trocarem de partido visando concorrer às eleições sem perder o mandato. | Realizado |
| 6 de abril    | 6 de abril    | Data-limite para todas as legendas e federações partidárias obterem o registro dos estatutos no TSE e para todos os candidatos terem domicílio eleitoral na circunscrição em que desejam disputar as eleições com a filiação deferida pelo partido. | Realizado |
| 15 de maio    | 15 de maio    | Início da campanha de arrecadação prévia de recursos na modalidade de financiamento coletivo para pré-candidatos, sem realização de pedidos de voto e obedecendo a regras relativas à propaganda eleitoral na Internet.                             | Realizado |
| 20 de julho   | 5 de agosto   | Realização de convenções partidárias para deliberar sobre coligações e escolher candidatos às prefeituras e aos cargos de vereador. Os partidos têm até 15 de agosto para registrar os nomes na Justiça Eleitoral.                                  | Realizado |
| 16 de agosto  | 16 de agosto  | Início das campanhas eleitorais de forma igualitária, podendo qualquer publicidade ou manifestação com pedido explícito de voto antes da data ser considerada irregular e multada.                                                                  | Realizado |
| 30 de agosto  | 3 de outubro  | Veiculação da propaganda eleitoral gratuita no rádio e na televisão. | Realizado |
| 6 de outubro  | 6 de outubro  | Realização do primeiro turno das eleições municipais. | Realizado |
| 11 de outubro | 25 de outubro | Veiculação da propaganda eleitoral gratuita no rádio e na televisão para o segundo turno. | Realizado |
| 27 de outubro | 27 de outubro | Realização de um eventual segundo turno nas cidades com mais de 200 mil eleitores em que o candidato a prefeito mais votado não tenha atingido a metade mais um dos votos válidos.                                                                  | Realizado |

## Mudanças

### Cláusula de barreira
Assim como na eleição de 2020, está vigente a cláusula de barreira. Os partidos que elegeram, nas eleições para a Câmara dos Deputados de 2022, pelo menos 11 deputados federais, distribuídos em pelo menos nove unidades da Federação; ou a obtiveram de, no mínimo, 2% dos votos válidos nas eleições para a Câmara dos Deputados, distribuídos em pelo menos nove unidades da Federação, com um mínimo de 1% dos votos válidos em cada um deles, superaram a cláusula de desempenho. Os partidos que não atingiram estes números ficaram sem direito a receber o financiamento do fundo partidário, além de não terem direito ao tempo de TV. Atingiram a cláusula de barreira as federações Brasil da Esperança (PT/PCdoB/PV), PSDB/Cidadania e PSOL/REDE, além dos partidos MDB, PDT, PL, Podemos, PP, PSB, PSD, Republicanos, União Brasil, Avante, PRD e Solidariedade.

### Redução de candidaturas
A eleição foi marcada pela redução significativa no número de candidaturas ao legislativo. Cada partido pôde registrar no total 100% (cem por cento) do número de vagas mais 1 (um), diferente das eleições anteriores, em que os partidos poderia registar até 150% do número de vagas na Câmara Municipal. Ou seja, em um município com 20 vereadores, cada partido pôde registrar até 21 candidatos, 9 a menos que o escrutínio anterior.
Essa também foi a primeira eleição municipal após a criação das federações partidárias, que reuniram 7 partidos em 3 federações. As federações só podem registrar a mesma quantidade de candidatos que um único partido político poderia.
Além disso, entre 2020 e 2024, 4 fusões ou incorporações de partidos foram homologadas pelo TSE. No mesmo período nenhum novo partido, que não tenha surgido por fusão de partidos anteriormente registrados, foi registrado no país.
Logo, entre 2020 e 2024, o número de entes políticos (partidos e federações partidárias) que podem registrar candidatos no Brasil caiu de 33 para 25.

### Novo município
Um novo município emancipado (Boa Esperança do Norte, no Mato Grosso) teve eleições municipais pela 1ª vez em sua história, o que oficializou a sua autonomia administrativa.

### Municípios que podem ter segundo turno
Entre as eleições de 2020 e 2024, um município (Governador Valadares) perdeu cerca de 15 mil eleitores e passou a estar abaixo da marca de 200 mil eleitores. Ou seja, o município não pôde ter segundo turno nesta eleição. Por outro lado, no mesmo período, sete municípios (Camaçari, Embu das Artes, Foz do Iguaçu, Magé, Palmas, São José dos Pinhais e Sumaré), um deles sendo uma capital, ultrapassaram a marca de 200 mil eleitores e puderam ter segundo turno nesta eleição.

## Violência política
Assim como tem ocorrido antes, durante e depois das eleições gerais de 2022, as eleições municipais de 2024 também foram marcadas por atos de violência política que vêm ganhando visibilidade pelos meios de comunicação de massa e pelas mídias sociais. Até julho de 2024, foram identificados, entre outros crimes, 43 assassinatos e 5 sequestros de políticos e familiares envolvidos nas eleições de 2024, destacando-se os ocorridos no Rio de Janeiro, em São Paulo, em Minas Gerais, na Bahia e no Ceará.
De acordo com levantamentos realizados por centros de pesquisa que monitoram a violência política em eleições realizadas no Brasil, a exemplo do Observatório da Violência Política e Eleitoral no Brasil da UNIRIO, e que foram reportados pela CNN Brasil e pelo Canal Meio, aponta-se um aumento de assassinatos, ameaças contra eleitores, agressões físicas e restrições na liberdade de movimento de candidatos ainda no primeiro turno, os quais somam um total de 187 eventos de violência política neste ano.
Em 25 de setembro, os dados do Observatório da Violência Política e Eleitoral, da Universidade Federal do Estado do Rio de Janeiro (Unirio), revelam que, do início do janeiro a 16 de setembro de 2024, foram registrados 455 casos de violência contra lideranças políticas no Brasil. Somente contra candidatos ao pleito do mesmo ano, foram 173 casos de violência e 15 homicídios.

### Região Sudeste
Em 27 de dezembro de 2023, o jornalista e pré-candidato a prefeito do Município de Guarujá (SP), Thiago Rodrigues da Costa (REDE), de 34 anos, foi assassinado a tiros em um evento de confraternização no bairro Pae Cara, no distrito guarujaense de Vicente de Carvalho, situado no litoral paulista. Em 24 de maio de 2024, coincidentemente a poucos metros do mesmo local onde ocorreu o assassinato de Thiago Rodrigues, o produtor cultural Edgar dos Reis, conhecido como "Edgar do Fort", então pré-candidato a vereador de Guarujá pelo Avante, também foi morto por atiradores não identificados. Até agosto de 2024, os dois casos ainda não haviam sido solucionados pela Polícia Civil estadual de São Paulo.
No estado do Rio de Janeiro, pelo menos 15 candidatos, parentes ou assessores foram vítimas de ataques a tiros na Baixada Fluminense desde o dia 11 de junho de 2024. Oito pessoas morreram nos ataques, quatro ficaram feridos e três escaparam ilesos.
Em Nova Iguaçu, município situado na Baixada Fluminense (RJ), ocorreu no dia 15 de junho de 2024 o assassinato da ativista social Juliana Lira de Souza Silva, conhecida como "Nega Juh", junto com seu filho Alexander de Souza Gomes. Nega Juh era pré-candidata a vereadora naquele município e apoiava o pré-candidato a prefeito Clébio Lopes Jacaré (União Brasil).
Em Governador Lindenberg, município do norte do Espírito Santo, ocorreu o assassinato do vereador e candidato à reeleição Leomar Cazotti (PV). O vereador Cazotti foi assassinado a tiros na noite de 30 de agosto de 2024, durante evento político realizado na Fazenda Bernabé, situada naquele município capixaba.
Em 24 de setembro, o candidato a vereador em Santo André, na Grande São Paulo, Luis Antonio de Jesus Barbosa, foi encontrado morto em Diadema, também na região metropolitana da capital. Familiares da vítima relataram seu desparecimento no dia 22 do mesmo mês. A vítima era conhecida como Luis Lampião, tinha 57 anos e concorria pelo União Brasil. Segundo boletim de ocorrência do caso, o corpo estava dentro de um carro, com as mãos e o pescoço amarrados por uma corda, com sinais de estrangulamento.
Já na noite do dia 26 de setembro, a candidata à vereadora por São Paulo, Leo Áquilla (MDB), sofreu uma tentativa de homicídio enquanto circulava pela capital paulista. Contudo, a candidata escapou ilesa. E apenas duas semanas antes do atentado, no dia 12 de setembro, a candidata foi alvo de um ataque transfóbico durante um ato de campanha.
Na noite do dia 3 de outubro, a vereadora candidata à reeleição em São Paulo, Janaína Lima (PP), sofreu um ataque de tiros de arma de fogo contra o carro dela, cometido por dois criminosos numa moto no Jardim São Luiz, Zona Sul da capital do estado do mesmo nome. Ela não estava no veículo no momento dos disparos.
Na tarde do dia 18 de outubro, o prefeito e candidato à reeleição na cidade de Taboão da Serra, José Aprígio da Silva do Podemos, foi vítima de um atentado a tiros contra um carro blindado dele cometido por suspeitos desconhecidos em um carro durante uma visita aos bairros atingidos pelas fortes chuvas. Ele foi ferido na clavícula. Na tarde do dia 21 do mesmo mês, um homem foi detido suspeito de ter participado da tentativa de homicídio contra Aprígio.

### Região Nordeste
O então prefeito de João Dias (RN) e candidato a reeleição, Marcelo Oliveira (União Brasil), foi morto a tiros junto com o pai no dia 27 de agosto de 2024. O mesmo já havia sofrido uma tentativa de assassinato em novembro de 2022. A Polícia Civil ainda não divulgou qual seria a motivação do crime, nem seus idealizadores. Segundo a polícia, pelo menos 14 pessoas foram presas desde o início das investigações, sendo 4 delas suspeitas da morte do prefeito e 10 estariam ligadas a um suposto plano de vingança pela morte do prefeito. O presidente da Câmara de Vereadores de João Dias e irmão do prefeito assassinado, Jessé Oliveira, assumiu o cargo de prefeito do município interinamente, pois a vice-prefeita eleita em 2020, Damária Jácome, está impedida judicialmente de executar a função. O então presidente do TRE-RN, desembargador Cornélio Alves, descartou a possibilidade de adiamento das eleições em João Dias e afirmou que o juiz eleitoral da região solicitou reforço de forças de segurança federais para as eleições do município.

## Candidatos com mandados de prisão em aberto
Em 18 de setembro, um levantamento do portal G1 da Globo mostrou que 61 candidatos, que estavam tanto no sistema de divulgação de candidaturas da Justiça Eleitoral nas eleições de 2024 como no banco nacional de mandados de prisão, são alvos de mandados de prisão em aberto. A maioria dos casos está relacionada a dívidas de pensão alimentícia, e 14 envolvem processos criminais como homicídio, roubo e estupro de vulnerável.
Em 20 de setembro, o número de candidatos presos pela Polícia Federal do Brasil por estarem com mandados em aberto chegou a 35. As prisões, de acordo com a Polícia Federal do Brasil, atingem candidatos de diversos partidos em 10 estados: Minas Gerais, São Paulo, Maranhão, Rio Grande do Sul, Paraná, Sergipe, Roraima, Mato Grosso do Sul, Acre e Santa Catarina. Jonatas Henrique Pimenta, um dos procurados da Justiça pelo atos golpistas de 8 de janeiro de 2023, foi um dos candidatos presos das eleições municipais, que se candidatou para concorrer a uma vaga de vereador na cidade de Olímpia, no interior de São Paulo, pelo PRTB.
Na noite do dia 24 de setembro, o candidato a prefeito de Uiraúna, Alexandro Freitas de Figueiredo (PDT), de 45 anos, foi preso pela Polícia Militar da Paraíba após ser flagrado com arma de fogo, com numeração raspada, dentro do carro do candidato, e levado para a delegacia de Cajazeiras.
No primeiro turno das eleições, dois candidatos procurados pela Justiça foram eleitos vereadores e outros 18 candidatos com mandado de prisão ficaram na condição de suplente de vereador.

## Resultados
| Partidos e federações | Partidos e federações         | Partidos e federações | Partidos e federações | Prefeitos   | Prefeitos             | Prefeitos         | Prefeitos | Vereadores  | Vereadores            | Vereadores        | Vereadores |
| Partidos e federações | Partidos e federações         | Partidos e federações | Partidos e federações | N° votos    | % dos votos nacionais | N° de eleitos(as) | +/-       | N° votos    | % dos votos nacionais | N° de eleitos(as) | +/-        |
| --------------------- | ----------------------------- | --------------------- | --------------------- | ----------- | --------------------- | ----------------- | --------- | ----------- | --------------------- | ----------------- | ---------- |
|                       | PSD                           | PSD                   | PSD                   | 14.337.811  | 12,83%                | 891               | +225      | 10.601.881  | 9,39%                 | 6.622             | +922       |
|                       | MDB                           | MDB                   | MDB                   | 14.282.599  | 12,78%                | 863               | +63       | 11.594.783  | 10,25%                | 8.109             | +757       |
|                       | PP                            | PP                    | PP                    | 9.843.584   | 8,81%                 | 752               | +58       | 10.322.386  | 9,14%                 | 6.942             | +571       |
|                       | UNIÃO                         | UNIÃO                 | UNIÃO                 | 10.740.310  | 9,61%                 | 591               | +25       | 9.427.666   | 8,35%                 | 5.482             | -65        |
|                       | PL                            | PL                    | PL                    | 15.597.429  | 13,95%                | 518               | +168      | 10.290.024  | 9,11%                 | 4.957             | +1.494     |
|                       | Republicanos                  | Republicanos          | Republicanos          | 7.251.862   | 6,49%                 | 440               | +224      | 8.306.152   | 7,36%                 | 4.642             | +2.068     |
|                       | PSB                           | PSB                   | PSB                   | 6.464.174   | 5,78%                 | 312               | +59       | 6.666.537   | 5,90%                 | 3.583             | +573       |
|                       | Federação PSDB Cidadania      |                       | PSDB                  | 4.607.809   | 4,12%                 | 276               | -250      | 4.863.735   | 4,31%                 | 3.002             | -1.397     |
|                       | Federação PSDB Cidadania      | Cidadania             | 1.096.357             | 0,98%       | 33                    | -108              | 1.205.710 | 1,07%       | 437                   | -1.145            |            |
| Total                 | Total                         | 5.704.166             | 5,10%                 | 309         | -358                  | 6.069.445         | 5,37%     | 3.439       | -2.542                |                   |            |
|                       | Federação Brasil da Esperança |                       | PT                    | 8.707.811   | 7,79%                 | 252               | +66       | 7.315.553   | 6,48%                 | 3.127             | +460       |
|                       | Federação Brasil da Esperança | PCdoB                 | 274.122               | 0,25%       | 19                    | -27               | 905.551   | 0,80%       | 354                   | -350              |            |
|                       | Federação Brasil da Esperança | PV                    | 545.196               | 0,49%       | 14                    | -32               | 1.258.093 | 1,11%       | 488                   | -323              |            |
| Total                 | Total                         | 9.527.129             | 8,52%                 | 285         | +27                   | 9.479.197         | 8,39%     | 3.969       | -213                  |                   |            |
|                       | PDT                           | PDT                   | PDT                   | 3.113.471   | 2,79%                 | 151               | -166      | 4.934.556   | 4,37%                 | 2.503             | -927       |
|                       | Avante                        | Avante                | Avante                | 2.115.774   | 1,89%                 | 136               | +54       | 3.336.588   | 2,95%                 | 1.525             | +483       |
|                       | PODE                          | PODE                  | PODE                  | 3.425.068   | 3,06%                 | 129               | -95       | 5.683.228   | 5,03%                 | 2.329             | -701       |
|                       | PRD                           | PRD                   | PRD                   | 1.058.160   | 0,95%                 | 77                | -189      | 3.594.578   | 3,18%                 | 1.413             | -914       |
|                       | Solidariedade                 | Solidariedade         | Solidariedade         | 1.249.448   | 1,12%                 | 63                | -62       | 3.059.731   | 2,71%                 | 1.251             | -862       |
|                       | MOBILIZA                      | MOBILIZA              | MOBILIZA              | 255.192     | 0,23%                 | 21                | +8        | 1.084.144   | 0,95%                 | 360               | +161       |
|                       | NOVO                          | NOVO                  | NOVO                  | 1.548.657   | 1,39%                 | 19                | +17       | 1.765.854   | 1,56%                 | 263               | +234       |
|                       | Federação PSOL REDE           |                       | PSOL                  | 2.578.411   | 2,31%                 | 0                 | -5        | 1.789.034   | 1,58%                 | 80                | -13        |
|                       | Federação PSOL REDE           | REDE                  | 129.569               | 0,12%       | 4                     | -1                | 714.866   | 0,63%       | 172                   | +23               |            |
| Total                 | Total                         | 2.707.980             | 2,42%                 | 4           | -6                    | 2.503.900         | 2,21%     | 252         | +10                   |                   |            |
|                       | Agir                          | Agir                  | Agir                  | 110.680     | 0,10%                 | 3                 | +2        | 1.330.472   | 1,18%                 | 296               | +82        |
|                       | DC                            | DC                    | DC                    | 107.093     | 0,10%                 | 2                 | +1        | 1.442.464   | 1,27%                 | 253               | +131       |
|                       | PMB                           | PMB                   | PMB                   | 415.799     | 0,37%                 | 2                 | +1        | 657.491     | 0,58%                 | 109               | +63        |
|                       | PRTB                          | PRTB                  | PRTB                  | 1.818.984   | 1,63%                 | 1                 | -5        | 708.756     | 0,63%                 | 97                | -197       |
|                       | UP                            | UP                    | UP                    | 56.330      | 0,05%                 | 0                 | Estável   | 40.734      | 0,04%                 | 0                 | Estável    |
|                       | PSTU                          | PSTU                  | PSTU                  | 30.198      | 0,02%                 | 0                 | Estável   | 19.426      | 0,02%                 | 0                 | Estável    |
|                       | PCO                           | PCO                   | PCO                   | 9.364       | 0,01%                 | 0                 | Estável   | 2.989       | 0,00%                 | 0                 | Estável    |
|                       | PCB                           | PCB                   | PCB                   | 3.813       | 0,00%                 | 0                 | Estável   | 3.908       | 0,00%                 | 0                 | Estável    |
| Votos válidos         | Votos válidos                 | Votos válidos         | Votos válidos         | 111.775.075 | 100%                  | 5.569             | 5.569     | 112.926.890 | 100%                  | 58.396            | 58.396     |

### Eleições nas capitais
| Capital        | Estado              | Prefeito                | Partido      | Vice-prefeito           |
| -------------- | ------------------- | ----------------------- | ------------ | ----------------------- |
| Aracaju        | Sergipe             | Emília Corrêa           | PL           | Ricardo Marques         |
| Belém          | Pará                | Igor Normando           | MDB          | Cássio Andrade          |
| Belo Horizonte | Minas Gerais        | Fuad Noman              | PSD          | Álvaro Damião           |
| Boa Vista      | Roraima             | Arthur Henrique         | MDB          | Ten. Cel. Zeitoune      |
| Campo Grande   | Mato Grosso do Sul  | Adriane Lopes           | PP           | Dra. Camilla            |
| Cuiabá         | Mato Grosso         | Abilio Brunini          | PL           | Coronel Vânia           |
| Curitiba       | Paraná              | Eduardo Pimentel        | PSD          | Paulo Martins           |
| Florianópolis  | Santa Catarina      | Topázio Neto            | PSD          | Maryanne Mattos         |
| Fortaleza      | Ceará               | Evandro Leitão          | PT           | Gabriella Aguiar        |
| Goiânia        | Goiás               | Sandro Mabel            | UNIÃO        | Coronel Cláudia         |
| João Pessoa    | Paraíba             | Cícero Lucena           | PP           | Léo Bezerra             |
| Macapá         | Amapá               | Antônio Furlan          | MDB          | Mario Neto              |
| Maceió         | Alagoas             | João Henrique Caldas    | PL           | Rodrigo Cunha           |
| Manaus         | Amazonas            | David Almeida           | Avante       | Renato Júnior           |
| Natal          | Rio Grande do Norte | Paulinho Freire         | UNIÃO        | Joanna Guerra           |
| Palmas         | Tocantins           | Eduardo Siqueira Campos | PODE         | Pastor Carlos Eduardo   |
| Porto Alegre   | Rio Grande do Sul   | Sebastião Melo          | MDB          | Betina Worm             |
| Porto Velho    | Rondônia            | Léo Moraes              | PODE         | Magna dos Anjos Queiroz |
| Recife         | Pernambuco          | João Campos             | PSB          | Victor Marques          |
| Rio Branco     | Acre                | Tião Bocalom            | PL           | Alysson Bestene         |
| Rio de Janeiro | Rio de Janeiro      | Eduardo Paes            | PSD          | Eduardo Cavaliere       |
| Salvador       | Bahia               | Bruno Reis              | UNIÃO        | Ana Paula Matos         |
| São Luís       | Maranhão            | Eduardo Braide          | PSD          | Esmênia Miranda         |
| São Paulo      | São Paulo           | Ricardo Nunes           | MDB          | Cel. Mello Araújo       |
| Teresina       | Piauí               | Silvio Mendes           | UNIÃO        | Jeová Alencar           |
| Vitória        | Espírito Santo      | Lorenzo Pazolini        | Republicanos | Cris Samorini           |